# Конников, Абрам Григорьевич
Абрам Григорьевич Ко́нников (1901—1981) — советский технолог колбасного производства.

## Биография
Родился в 1901 году в Самаре. В 1930—1940-х годах руководитель производственного отдела Главного управления мясной промышленности (Главмяса) Наркомата пищевой промышленности и Наркомата мясной и молочной промышленности СССР.
После начала войны — в эвакуации в Семипалатинске. Арестован 2.2.1942 (обвинен в распространении ложных слухов), дело прекращено 18.4.1942 за недостаточностью улик.

В 1960-х годах заместитель начальника Главного управления мясной промышленности Совнархоза РСФСР и Министерства мясной и молочной промышленности РСФСР.

Один из авторов первого издания «Книги о вкусной и здоровой пище» (1939). Автор книг:
- Rokasgrāmata desu izstrādājumu un gaļas pusfabrikātu ražošanā. Рига: Liesma, 1965.
- Технология колбасного производства [Текст] / А. Г. Конников. — 2-е изд., испр. и доп. — М. : Пищепромиздат, 1961. — 520 с.
- Колбасы и мясокопчености [Текст] : [Рецептура и способы приготовления ] : [Альбом] / А. Г. Конников ; НКПП СССР, Гл. упр. мяс. пром-сти. — Москва ; Ленинград : Пищепромиздат, 1938 (Л.). — 274 с.
- Технология на колбасното производства [Текст] / А. Г. Конников, лауреат на Сталинска награда, В. Г. Кириллов, канд. по техн. науки ; Прев. от рус. Ячо Кабайвански. — София : Земиздат, 1955. — 529 с., 8 л. ил. : ил.; 24 см.
- Технология производства колбас [Текст] : Учебник для курсов повыш. типа : Утв. Гл. упр. мяс. пром-сти Нар. ком. мяс. и мол. пром. СССР. — Москва ; Ленинград : Пищепромиздат, 1939 (Ленинград). — 164 с. : ил., черт.; 19 см.
- Справочник по колбасному производству [Текст] : Руководство для мясокомбинатов Главмяса Наркомпищепрома СССР / А. Г. Конников ; Под ред. Л. С. Стриковского. — Москва ; Ленинград : Пищепромиздат, 1936 (М. : тип. Профиздата). — Переплет, 230 с. : ил.; 20х14 см.
- Производство колбас и мясокопченостей [Текст] / А. Г. Конников и А. П. Богатырев. — Москва : Пищепромиздат, 1948 (типолитогр. М-ва мясной и молочной пром-сти СССР). — 220 с. : ил.; 22 см.

Умер в 1981 году. Похоронен в Москве на Новодевичьем кладбище (участок № 10).
Жена — Кравцова Фрида Марковна (1912—1987).

## Награды и премии
- Сталинская премия третьей степени (1947) — за коренное усовершенствование технологических процессов в мясной промышленности
- заслуженный изобретатель РСФСР[1](1967.)